# William L. Scott
William Lloyd Scott (Williamsburg, 1915. július 1. – Fairfax Station, 1997. február 14.) az Amerikai Egyesült Államok szenátora (Virginia, 1973–1979).